# لوران بوير
لوران بوير (بالفرنسية: Laurent Boyer)‏ هو مقدم برامج إذاعية فرنسي، ولد في 23 يناير 1958 في باريس في فرنسا.